# Liste des députés des Forêts
Cet article présente la liste des députés élus dans le département des Forêts.

## Corps législatif(1799-1814)
| Nom                                          | Candidat (Date) | Nomination par le Sénat conservateur (Date)      | Fin de mandat (Date) | Étiquette/Parti |
| -------------------------------------------- | --------------- | ------------------------------------------------ | -------------------- | --------------- |
| Jean Herman Joseph Collard (1755-1814)       |                 | 4 mai 1811                                       | 1815                 |                 |
| Pierre Joseph Collard de Belloys (1752-1843) |                 | 25 décembre 1799 4 nivôse an VIII                | 1806                 |                 |
| Jean-Louis Othon Franck (1747-1810)          |                 | 25 décembre 1799 4 nivôse an VIII                | 1er juillet 1806     |                 |
| Nicolas Pastoret (1739-1810)                 |                 | 21 septembre 1804 4e jour complémentaire an XIII | 30 juin 1810 ✝       |                 |
| Nicolas Reuter (né en 1759)                  |                 | 21 septembre 1805 4e jour complémentaire an XIII | 1er juillet 1810     |                 |

## Conseil des Cinq-Cents(1795-1799)
| Nom                                          | Date(s) d'élection(s)            | Date de fin de mandat             | Étiquette/Parti |
| -------------------------------------------- | -------------------------------- | --------------------------------- | --------------- |
| Jean-Baptiste Bernard Arnoul (1761-1838)     | 11 avril 1799 22 germinal an VII | 25 décembre 1799 4 nivôse an VIII |                 |
| Pierre Joseph Collard de Belloys (1752-1843) | 11 avril 1797 22 germinal an V   | 25 décembre 1799 4 nivôse an VIII | Droite          |
| Nicolas-Vincent Légier (1754-1827)           | 24 mars 1797 4 germinal an V     | 25 décembre 1799 4 nivôse an VIII | Gauche          |